# گروه ناجور
گروه ناجور (به انگلیسی: Bad Company) یک فیلم اکشن کمدی محصول ۲۰۰۲ به کارگردانی جوئل شوماخر است.

## داستان
کوین پاپ، یک مأمور سیا است که در دانشگاه هاروارد تحصیل کرده‌است. او تحت پوشش یک کارشناس بمب هسته‌ای به تروریست‌ها
نزدیک شده بود اما طی یک حادثهٔ تیراندازی کشته می‌شود. سازمان تصمیم می‌گیرد به هر روش ممکن این مأموریت را کامل کند و تنها چارهٔ آن‌ها جیک هایس برادر دوقلوی اوست که در کودکی در بیمارستان از هم جدا شده‌اند...

## بازیگران
- آنتونی هاپکینز در نقش مامور سیا، گیلورد اوکس

- کریس راک در نقش جیک هیز / مامور سیا، کوین پوپ / مایکل ترنر

- پیتر استورماره در نقش آدریک واس

- گابریل مکت در نقش مامور سیا، سیل

- کری واشنگتن در نقش جولی بنسون

- آدونی ماروپیس در نقش جارما / دراگان هنچمن شماره ۱

- گارسل بووی در نقش نیکول

- متیو مارش در نقش دراگان آدانیچ

- دراگان میچانوویچ در نقش میشل "چکش" پتروف

- جان اسلتری در نقش معاون مدیر سیا، رولند یتس

- بروک اسمیت در نقش مامور سیا، سوانسون

- دنیل سانجاتا در نقش مامور سیا، کارو

- دوون لاوسون جونیور در نقش مامور سیا، پریش

- ویلز رابینز در نقش مامور سیا، مک‌کین

- مارک واشوت در نقش آندره

- ایرما پی. هال در نقش خانم بنکس

- دن زیسکی در نقش مامور سیا، دمپسی

- جان ایلوارد در نقش مامور سیا، فرن

- جان فینک در نقش مامور سیا، فینک

- مایکل ایلی در نقش «جی-مو»

- شیا ویگهام در نقش مامور سیا ولز

- چارلی دی در نقش استونر

## فروش
این فیلم با استقبال مردم مواجه نشد به طوری که در ایالات متحده تنها ۳۰٬۱۶۰٬۱۶۱ دلار و در خارج آمریکا ۳۵٬۸۱۷٬۱۳۴ دلار به فروش رسید، همچنین قرار بود این فیلم در دسامبر ۲۰۰۱ روی پردهٔ سینماها برود اما به دلیل حملات ۱۱ سپتامبر نمایش فیلم به تعویق افتاد به این خاطر که محتوای این فیلم نیز حملهٔ تروریست‌ها به نیویورک است.
همچنین این فیلم نظر منتقدان را جلب نکرد و سایت راتن تومیتوز تنها ۱۰٪ امتیاز، براساس ۱۱۳ نقد، برای این فیلم قائل شد.
پاسخ انتقادی
فیلم «گروه ناجور» مورد انتقاد شدید منتقدان قرار گرفت. وب‌سایت جمع‌آوری نقدهای راتن تومیتوز، بر اساس ۱۳۵ نقد، به این فیلم امتیاز مثبت ۱۰٪ و میانگین امتیاز ۳.۹۰ از ۱۰ را داده است. نظر منتقدان این سایت این است: «کریس راک و آنتونی هاپکینز در ایجاد جرقه‌های لازم برای نجات فیلم از یک فیلمنامه کلیشه‌ای و کاملاً قابل پیش‌بینی شکست خورده‌اند.»متاکریتیک بر اساس نظر ۳۳ منتقد، امتیاز ۳۷ از ۱۰۰ را به فیلم داد که نشان‌دهنده‌ی نقدهای «به‌طورکلی نامطلوب» است.مخاطبانی که توسط سینمااسکور مورد بررسی قرار گرفتند، به فیلم امتیاز "B" در مقیاس A+ تا F دادند.